# Gudaf Tsegay
Gudaf Tsegay Desta (Tigre, 23 de gener de 1997) és una atleta etíop de mitja i llarga distància És l'actual plusmarquista mundial dels 5.000 metres amb una marca de 14:00.21, aconseguida el 17 de setembre de 2023, en la final de la Diamond League celebrada a Eugene. Va ser medalla de bronze olímpica de Tòquio 2020 en els 5.000 metres femenins. Al Campionat del Món d'Atletisme, Tsegay ha aconseguit un bronze als 1500 metres el 2019 i una plata en aquesta prova el 2022. El mateix any també va aconseguir la medalla d'or als 5.000m i el 2023 es va penjar la medalla d'or en la prova dels 10.000 metres. Ha participat en quatre ocasions al Campionat del Món en pista coberta de 1500 m amb bronze el 2016 i or el 2022. El 2024 va aconseguir la medalla de plata en la prova dels 3.000m. És la posseïdora del rècord mundial d'interior del 1500 m, establint anteriorment en aquest esdeveniment rècords mundials sub-18 (actual) i sub-20 (anteriors).
Als 16 anys, Tsegay va representar Etiòpia als 1500 metres als Campionats del Món de pista coberta 2014. Aquell mateix any, la jove de 17 anys va guanyar la medalla de plata en la disciplina al Campionat del Món sub-20.
És una corredora versàtil. El gener de 2025, era la desena dona més ràpida del món en els 800 metres coberts, la tercera en els 1.500m llisos exteriors, primera en els 5000 metres i tercera en els 10.000 metres.

## Marques personals
| Disciplina              | Marca       | Seu          | Data                   |
| ----------------------- | ----------- | ------------ | ---------------------- |
| 800m llisos             | 1:57.52     | Val-de-Reuil | 14 de febrer de 2021   |
| 1.500m llisos           | 3:50.30     | Xiamen       | 20 d'abril de 2024     |
| 1.500m en pista coberta | 3:53.09 WR  | Liévin       | 9 de febrer de 2021    |
| 5.000 metres            | 14:00.21 WR | Eugene       | 17 de setembre de 2023 |
| 10.000 metres           | 29:05.92    | Eugene       | 25 de maig de 2024     |

## Trajectòria professional
| Jocs Olímpics     | Jocs Olímpics  | Jocs Olímpics            | Jocs Olímpics |
| Any               | Seu            | Posició                  | Prova         |
| ----------------- | -------------- | ------------------------ | ------------- |
| 2016              | Rio de Janeiro | 25a posició (1a ronda)   | 800m          |
| 2020              | Tòquio         | 3                        | 5.000m        |
| 2024              | París          | 12a posició              | 1.500m        |
| 2024              | París          | 9a posició               | 5.000m        |
| 2024              | París          | 6a posició               | 10.000m       |
| Campionat del Món |                |                          |               |
| 2017              | Londres        | 24a posició (semifinals) | 1.500m        |
| 2019              | Doha           | 3                        | 1.500m        |
| 2022              | Eugene         | 2                        | 1.500m        |
| 2022              | Eugene         | 1                        | 5.000m        |
| 2023              | Budapest       | 13a posició              | 5.000m        |
| 2023              | Budapest       | 1                        | 10.000m       |